# 平苍引水工程
珊溪水利枢纽平苍引水工程是浙江省平阳县至苍南县的引水工程。水源取自飞云江干流珊溪水利枢纽赵山渡引水工程南干渠平阳县境内的北山取水口，穿越南雁荡山引入鳌江平原，终止于平阳县鳌江镇交剪岩隧洞出口鳌江供水管接线段和苍南县龙港水厂接口处。引水线路总长23公里，其中隧洞总长度为13.5公里。该工程可以缓解鳌江、萧江、龙港的工业、生活用水的缺口。

## 施工过程
该工程于2009年1月9日正式开工，2011年9月27日隧洞全线贯通，2013年1月21日试通水。但受水价较高等原因影响，截止2013年8月，平苍引水工程迟迟未能向平苍两县通水。